# アリス・ヘクシュ
アリス・ヘクシュ（Alice Heksch, 1912年2月12日 - 1957年8月1日）は、オーストリア出身のピアノ奏者。
ウィーン出身。アムステルダム音楽院でピアノを学び、1936年にソリスト・ディプロマを取得。その後パリに留学して1937年にガブリエル・フォーレ賞を受賞した。1936年にヴァイオリン奏者のナップ・デ・クラインと結婚し、1945年から夫とデュオを組んだ。
ラーレンにて没。